# Nicolas Guilbert (artiste)
Pour les articles homonymes, voir Guilbert.
Ne pas confondre avec Nicolas Guilbert (1985-) sportif français
Nicolas Guilbert, né le 5 mars 1958 à  Paris, est un peintre, illustrateur et photographe  français qui vit à Paris.

## Biographie
Dessinateur depuis son plus jeune âge, Nicolas Guilbert publie son premier dessin à 15 ans et s'oriente d'abord vers l'illustration, pratiquée dans l'édition et la presse jusqu'au milieu des années 1980. Sans jamais cesser de poursuivre son travail personnel de peinture et de dessin, il illustre Alice aux pays des merveilles (1979) et Des histoires ordinaires (1982). Il a travaillé pour Le Nouvel Observateur, Lire, Télérama, Bayard Presse, Diagonales, mais surtout pour Le Monde auquel il a collaboré durant près de vingt ans.
Un an avant le déménagement du journal, il réalise une centaine de dessins à l’encre des locaux historiques de la rue des Italiens. En résultent une publication (Rue des Italiens, Éditions de la Découverte, Paris, 1990,) ainsi qu’une exposition sur le nouveau site du journal, rue Falguière.
À partir de 1990, il décide de se consacrer entièrement au dessin et à la pratique du collage. Ses œuvres sont d’abord exposées en 1994 au Saint-James (Bouliac), puis dans d’autres lieux privés et plusieurs galeries parisiennes.
Longtemps photographe amateur, Nicolas Guilbert commence à montrer son travail photographique et publie son premier livre en 2010, dont il expose à plusieurs reprises une sélection d’images à Paris et à Arles. D’autres livres et d’autres expositions suivront, notamment Animonuments, un voyage sentimental à travers la France exposé au Musée de la Chasse et de la Nature et aux rencontres de la photographie d'Arles en 2011, Paris Paradis (Flammarion, 2012) dont une sélection d’images est montrée au Palais Royal en 2018, et Voir & regarder l’art (Herscher, 2021).
Depuis, il continue de s'exprimer alternativement dans ces différents médiums, les rassemblant aussi dans ses "IconoBox"

### Le peintre dessinateur
En 1984, sa première exposition de dessins rend hommage à "Coco", une photographie de Robert Doisneau (qui préface le catalogue), initiant une série de variations sur le motif du visage qui constituera l'un des thèmes majeurs de son œuvre principalement composée de portraits, de "têtes" et de "vanités".
Durant les années 1990, il expose des œuvres composées d'encres et de collages, notamment à la Manufacture des Œillets (Ivry-sur-Seine) sous le titre de « Tête à tête » (2002). 
À partir de 2000, il entame la série des Photoiles qui fait dialoguer photos, peintures et dessins sur de grands papiers marouflés sur toile. Des contraintes propres à chaque medium naît à la fois un défi et une tension : défi d’affronter avec d’autres moyens plastiques la littéralité du réel que produit frontalement et puissamment la photo ; tension entre deux modes d’expression hétérogènes dont il n’est pas question que l’un prenne le pas sur l’autre ni qu’ils se neutralisent mais plutôt collaborent à l’approfondissement d’une vision. Tandis que la photo pose et crée son objet, dessin et peinture se livrent à son interprétation sous forme de questionnements, de variations, de divagations jamais abstraites, toujours figuratives. En retour, la photo se trouve enrichie, détournée de son sens initial et révélée par l’esprit du jeu ou du mystère, de la fantaisie poétique ou de l’énigme. Les “photoiles permettent au réel d’advenir autrement, à tout moment et par surprise, mais aussi à l’infini.
Ce dialogue entre mediums s'approfondit par la suite. Car avec Autoportrait à l'écorché (2007) et All is new (2009), deux œuvres en trois dimensions, s'ouvre la série des IconoBox, dont les deux premières sont aussitôt vendues par la Galerie Flair en 2015. Organisées autour d'un tirage photographique couleur ou noir et blanc, ces "petits théâtres d'images" sont des boîtes exécutées en bois ou en métal dans lesquelles on trouve, selon les cas, dessins, peintures, petites sculptures, objets manufacturés, animaux naturalisés, etc. Toujours centrale, l'image est cernée d'un environnement plastique et graphique qui dévoile une interprétation une connivence, un trait d'humour, chacune d'elles fonctionnant comme un espace de confrontation, de dialogue ou de décalage qui permet de prolonger le sens de l'image, d'en traduire les significations cachées, de mettre à jour un secret, mais surtout de jouer avec les obsessions et les rêves de l'artiste.
En 2018, une trentaine de ces "boîtes" font l'objet d'une exposition à La Folie Saint-Martin (Paris Xe), lieu privé acquis par un couple de collectionneurs.
Deux autres sont exposées en 2022 à la Galerie Baudouin Lebon, à l'occasion de l'exposition "L'atelier du temps" qui regroupe une soixantaine de nouveaux dessins et collages mêlant photos et dessins.
Depuis fin 2023, il travaille à une nouvelle série intitulée « Droit dans les yeux » qui comprend 400 dessins réalisés à la pierre noire. 

### Le photographe
Ses premières photographies sont publiées dans les magazines Senso et Citizen K. Il réalise ensuite les portraits de 35 personnalités pour Singuliers, d'Alix Brijatoff et Richard Caillat (Denoël, 2005). Son travail de photographie sur la présence animale dans les villes est d’abord exposé au Musée de la photographie de Mougins en 2009, avant de faire l'objet d'un important ouvrage, Animaux & Cie (Grasset, 2010). Une sélection de ces images est de nouveau exposée la même année, à la galerie parisienne Twenty-One.
Ce travail a servi de détonateur à Claude d’Anthenaise, directeur du musée de la Chasse et commissaire général de la manifestation « Monuments et Animaux » parrainée par le Centre des monuments nationaux, qui lui passe commande d’une nouvelle série sur ce thème : Animonuments, un voyage sentimental à travers la France, exposé au Musée de la Chasse et de la Nature, ainsi qu'aux rencontres de la photographie d'Arles en 2011. Il s'agit d'une exploration de la présence animale dans des lieux patrimoniaux français où les animaux apparaissent dans des situations tour à tour esthétiques, cocasses et poétiques. Nicolas Guilbert saisit un contraste entre des animaux sur le vif et l'intemporalité des lieux chargés d'histoire, comme la rencontre entre animalité et humanité.
En 2014, le musée de la photographie de Mougins présente "Connivences", dialogue photographique avec Patrick Zachmann (Magnum), tandis que son exposées, l'année suivante, ses meilleures images sur le thème de l'animalité chez Flair Galerie (Arles).
Fruit de 40 années de flâneries à travers la capitale, Paris Paradis, un journal photographique (Flammarion, 2015) constitue le meilleur résumé de son style à la fois classique et ludique. Une soixantaine de ces images font l'objet d'une grande exposition dans les jardins du Palais-Royal en 2018.
Dans Voir & regarder l'art (Herscher, 2021), il rassemble son travail sur les grands musées, les galeries et les foires d'art réalisées pendant plus de 35 ans de Naples à New York, de Rotterdam à Madrid, de Bâle à Los Angeles en passant par Paris et les plus grands musées italiens. 
Début 2022, il publie avec le concours d'une souscription Faire le Jacques, un livre à compte d'auteur rassemblant l'hommage rendu quotidiennement par mail à son meilleur ami - Jacques Frémontier - décédé en 2020 du Covid. Rassemblant sur 616 pages, un million de signes et 1022 photographies, cet ouvrage hors-normes est accompagné par une estampe originale d'Ernest Pignon-Ernest et une autre de Nicolas Guilbert.
Un nouveau livre intitulé Vers le vert, qui rassemble ses meilleures images sur la présence de la végétation en milieu urbain, doit voir le jour en 2025.

## Expositions

### Personnelles
- 1984 : “Coco”, dessins et peintures en hommage à Robert Doisneau, Galerie Attitude, Paris
- 1990 : “Rue des Italiens”, dessins, Le Monde, Paris
- 1993 : Sculptures en bois flottés, Espace Rochechouart, Paris
- 1994-1995 : “À Table” Collages, encres et dessins, photographies Saint-James (J.M. Amat), Bouliac
- 1996 : “Tête à Tête”, encres, collages et peintures (Eric Zajdermann), Paris
- 1997 : “Solo”, détrempes sur tuiles, encres, collages et peintures (38, rue Sedaine), Paris
- 2002 : “Tête à Tête”, encres, collages et peintures, (La Manufacture des œillets), Ivry
- 2003 : “One Shot”, encres, collages et peintures, (Le Garage, Valerie Abécassis), Paris
- 2004 : “Peintures”, peintures & mélanges photographiques, (Galerie Teissèdre), Paris
- 2005 : “Photoiles” Peintures & photographies, (Galerie Teissèdre), Paris
- 2009 : “Animaux & Cie’’, photographies (Musée de la photographie André Villers), Mougins : il s'agit de sa première exposition photographique personnelle.
- 2009 : “I love crisis ”, peintures, photographies (Galerie Alexandre Cadain), Paris
- 2011 : “Animonuments’’, photographies (Musée de la Chasse & de la Nature), Paris[4]  et (Rencontres d'Arles), Abbaye de Montmajour[4].
- 2014: "Connivences", dialogue photographique avec Patrick Zachmann (Magnum), Musée de la photographie André Villers, Mougins
- 2015: "Tout bêtement", photographies, Galerie FLAIR, Arles ; "Têtes et autre curiosités 1990-2015 ", photos, dessins et peintures, Galerie Au Médicis, Paris
- 2018:  "Paris Paradis", photographies, Domaine national du Palais-Royal, Paris ; "Iconobox, petits théâtres d'images" (photos, dessins, sculptures), La Folie Saint-Martin, Paris
- 2022: "L'atelier du temps", dessins, Galerie Baudouin Lebon, Paris

### Collectives
- 1978 : Salon de la Jeune Peinture, Paris
- 1982 : Dessins chez Cato Johnson, Boulogne Billancourt
- 1985 : Dessins aux Aéroports de Paris, Orly
- 1996 : Encres et collages, La Manufacture des œillets, Ivry
- 2005 : Affordable Art Fair, (Galleria del Leone Venezia), Londres
- 2010 : Galerie Alexandre Cadain, Paris
- 2014: Galerie Artligue, Paris
- 2021: Galerie Plateforme, "Fortune du temps", Paris

## Publications

### Dessin
- 1980: Alice au pays des merveilles de Lewis Carroll, Les Presses de la Cité.

- 1982 : Des Histoires Ordinaires, avec Michèle Enouf, Luneau Ascot ; Dessins Cato Johnson
- 1984 : Dessins et peintures en hommage à Robert Doisneau, Galerie Attitude, Paris
- 1990: Rue des Italiens. Album-souvenir, en collaboration avec Bertrand Poirot-Delpech, 'Le Monde, La Découverte.
- 1993 : Celui qui parlait presque, de J.-D. Vincent, Éditions Odile Jacob ; EgoZoo no 1, Éditions Tatou
- 1994 : EgoZoo no 2, Éditions Tatou
- 1998: Parlez nous de lui. Bibendum vu par… David Lodge, Agnès B, Terence Conran, Ben, etc., Éditions Textuel.
- 2001 : “Tête à Tête”, textes d'Alain Jouffroy et Suzanne Urier, La Manufacture des œillets
- 2022: "L'atelier du temps", textes de François Angelier et Baudouin Lebon, Galerie Baudouin Lebon, Paris (catalogue)  (ISBN 9782876880696)

### Photographie
- 2005 : Singuliers d’Alix Brijatoff et Richard Caillat, portraits de 35 personnalités, Éditions Denoël  (ISBN 9782207258231)
- 2009: “Animaux & Cie’’, (Musée de la photographie André Villers) Mougins
- 2010 : Animaux & Cie, préface de Cécile Guilbert, Éditions Grasset  (ISBN 9782246783251)
- 2011 : Animonuments, un voyage photographique à travers la France, texte de Cécile Guilbert, Éditions des Cendres, Musée de la Chasse.
- 2012 : Paris Paradis, un journal photographique, préface d'Antoine de Caunes, postface de Cécile Guilbert, Flammarion  (ISBN 9782081370821) (édition anglaise : Unexpected Paris: a contemporary portrait, Flammarion)
- 2021 : Voir et regarder l'Art, préface de Cécile Guilbert et textes de Philippe Comar, Editions Herscher  (ISBN 9782733504178)
- 2022: Faire le Jacques, préface de Cécile Guilbert, Éditions de la rue de Verneuil, Paris